# Sicherungsschein
Der Sicherungsschein ist in der Wirtschaft eine Urkunde, die einen Sicherungsnehmer davor schützen soll, dass die ihm eingeräumte Sicherheit ersatzlos untergeht oder eine Vorauszahlung durch Insolvenz des Reiseveranstalters nicht zurückerstattet werden kann.

## Allgemeines
Der Sicherungsschein dokumentiert die Bestätigung (Sicherungsbestätigung), dass für den Fall der Insolvenz des Schuldners eine von diesem einem Dritten gegenüber zu erbringende Leistung versichert ist und die Versicherung des Schuldners gegenüber dessen Gläubigern haftet. Der Sicherungsschein kommt im Bankwesen, Versicherungswesen, beim Leasing, im Reiserecht oder beim Eigentumsvorbehalt vor. Durch den Sicherungsschein sind mindestens drei Vertragsparteien erforderlich, nämlich beispielsweise im Bankwesen ein Kreditgeber (Sicherungsnehmer), Kreditnehmer (Sicherungsgeber) und ein Dritter (Versicherung).
Sicherungsscheine haben den Zweck, Kreditgeber, Kreditinstitute, Leasinggeber, Reisende oder Vorbehaltsverkäufer vor den Folgen eines ersatzlosen Untergangs der betroffenen Sache bzw. der geleisteten Vorauszahlung durch Insolvenz des Reiseveranstalters zu bewahren. Sie wurden von der Versicherungswirtschaft entwickelt, um für Mobiliarsicherheiten eine den für die Sachversicherung von Immobilien geltenden §§ 94 bis 98 VVG entsprechende vertragliche Regelung zu schaffen.

## Allgemeine Rechtsfragen
Beim Sicherungsschein handelt es sich um typische Erklärungen, die der Versicherer allgemein in dieser Art und Form gegenüber dem Kreditgeber des Versicherungsnehmers abgibt. Die vertraglichen Rechtsbeziehungen, die der Sicherungsschein zwischen Versicherer und Versichertem begründet, entstehen in dem Augenblick, in dem der Versicherte den an ihn gerichteten Sicherungsschein entgegennimmt. Der Sicherungsschein bestätigt das Bestehen einer Deckung (Versicherungsschutz) und beinhaltet die Verpflichtung des Versicherers, dem Begünstigten des Sicherungsscheins einen Versicherungsfall anzuzeigen. Er darf auch eine Klausel enthalten, wonach die Versicherung auf ihre Rechte aus § 81 Abs. 2 VVG bei grob fahrlässiger Herbeiführung des Versicherungsfalles verzichtet. Tritt die ihn ausstellende Versicherung durch die Hingabe eines Sicherungsscheins mit dem darin genannten Adressaten in Rechtsbeziehungen, dann ist sie auch dafür verantwortlich, dass ihre Angaben über den be- und fortbestehenden Versicherungsschutz zutreffen. Die bei der Versicherung für fremde Rechnung vorhandene Gefährdung der Rechte des Versicherten durch ihre Abhängigkeit von dem Verhalten des Versicherungsnehmers kann durch besondere Vereinbarungen der Beteiligten ausgeschlossen werden.

### Inhalt
Im Sicherungsschein bestätigt der Versicherer den bestehenden Versicherungsumfang. Gleichzeitig erklärt der Versicherer, den Sicherungsnehmer bzw. Kreditgeber zu informieren, wenn
- der Versicherungsnehmer (= Leasing- bzw. Kreditnehmer) die Versicherung kündigt oder den Versicherungsumfang ändert,
- ein Schadensfall eingetreten ist (der Versicherungsnehmer kann nicht mehr frei über die Versicherungsleistung verfügen),
- ein Prämienrückstand besteht (der Leasing- bzw. der Kreditgeber haben das Recht, die ausstehende Prämie auszugleichen, um so den Versicherungsschutz zu erhalten).

Außerdem bestätigt der Versicherer, dass er im Versicherungsfall an den Gläubiger (Leasinggeber, Kreditgeber) zahlen wird.

### Bankwesen
Im Bankwesen werden Kreditsicherheiten durch den Sicherungsvertrag bestellt. Er enthält auch Regelungen darüber, dass der Kreditnehmer (oder ein dritter Sicherungsgeber) – der die Kreditsicherheiten weiter verwenden darf – diese gegen übliche Gefahren (weiterhin) zu versichern hat und dafür die Versicherungsprämien zahlt. Dazu gehören alle versicherbaren Gefahren des Verlustes, Diebstahls, der Beschädigung oder Vernichtung. Darüber hinaus verpflichtet er sich, der finanzierenden Bank von der Versicherung einen Sicherungsschein (Sicherungsbestätigung) zu verschaffen. Dieser Sicherungsschein hat im Bankwesen allgemein an praktischer Bedeutung verloren.

#### Sicherungsübereignung
Wird in der Sachversicherung die versicherte Sache vom Versicherungsnehmer veräußert, tritt gemäß § 95 Abs. 1 VVG an dessen Stelle der Erwerber in die während der Dauer seines Eigentums aus dem Versicherungsverhältnis sich ergebenden Rechte und Pflichten des Versicherungsnehmers als „Versicherter“ ein. Zu einer derartigen Veräußerung gehört die Sicherungsübereignung oder die Veräußerung von Zubehör. Der Erwerber wird nach dieser Bestimmung neuer Versicherungsnehmer.
Die Sicherungsübereignung von Zubehör (Fabrikfahrzeuge, Maschinen oder Einbaumöbel aus Serienfertigung; Zubehörsicherungsschein) sowie Warenlagern (Warensicherungsschein) betrifft Gegenstände, die im Regelfall meist bereits vor ihrer Sicherungsübereignung sachversichert sind. Übliche versicherte Gefahren sind Feuer, Einbruch oder Diebstahl. Die Kreditgeber können von den Kreditnehmern verlangen, dass sie bei ihrer Versicherung einen (Zubehör-)Sicherungsschein ausstellen lassen. Der Sicherungsschein verpflichtet die ausstellende Versicherung, den Sicherungsnehmer über den eingetretenen Versicherungsfall zu unterrichten und Entschädigungszahlungen nur an diesen zu leisten.

#### Sicherungsübereignung von Kraftfahrzeugen
Auch bei der Sicherungsübereignung von Kraftfahrzeugen hat der Sicherungsnehmer ein legitimes Interesse daran, dass im Schadensfall aus der Sachversicherung deren Versicherungsentschädigung zur Wiederherstellung des Fahrzeugs verwendet wird und nicht dem versicherten Sicherungsgeber zufließt. Der Kreditgeber soll durch den Kfz-Sicherungsschein davor bewahrt werden, durch den ersatzlosen Untergang des ihm für den Kredit sicherungsübereigneten Kraftfahrzeugs, der meist einzigen Sicherung, einen Verlust zu erleiden. Dieses Interesse wird im Sicherungsvertrag bekundet, so dass sich die Versicherungspflicht (Kaskoversicherung) und die Beschaffung des Kfz-Sicherungsscheins aus dem Sicherungsvertrag ergeben. Der Kfz-Sicherungsschein ist eine Versicherung für fremde Rechnung nach § 44 Abs. 1 VVG. Die Übermittlung des Sicherungsscheins kann nur der Versicherungsnehmer verlangen. Der Versicherer ist zur Leistung an den Versicherungsnehmer nur verpflichtet, wenn der Versicherte seine Zustimmung zu der Versicherung erteilt hat (§ 45 Abs. 3 VVG). Die Versicherung muss gegenüber einem redlichen Inhaber eines Kfz-Sicherungsscheins für die Richtigkeit ihrer Angaben in dem Sicherungsschein einstehen.

#### Hypothekensicherungsschein
Bei Grundpfandrechten (Hypothek, Grundschuld, Sicherungsgrundschuld) verlangt der Kreditgeber von Immobilienfinanzierungen im Sicherungsvertrag die Beschaffung eines so genannten Hypothekensicherungsscheins (veraltet „Realrechtsanmeldung“), der bei der Gebäudefeuerversicherung die Versicherung gemäß § 142 Abs. 2 VVG verpflichtet, den Eintritt des Versicherungsfalles dem Gläubiger anzuzeigen. Dieser darf dann aus dem Sicherungsschein die Zahlung der Versicherungsentschädigung an sich verlangen. Bei Zahlung der Versicherungsentschädigung sieht § 142 VVG sogar eine Legalzession des Grundpfandrechtes zu Gunsten der Versicherung vor. Für das Grundstückszubehör kommt wiederum ein Zubehörsicherungsschein in Betracht, falls eine Geschäftsinhaltsversicherung besteht.

### Leasing
Versichert ist das Interesse des Leasinggebers am Leasingobjekt, weil er als dessen Eigentümer die Sachgefahr trägt. Sicherungsscheine werden nur ausgestellt, wenn es sich um eine Versicherung für fremde Rechnung nach § 44 VVG handelt. Ein Sicherungsschein hat die Wirkung, dass der Leasinggeber den Versicherungsschutz ohne die Rechtsfolgen der §§ 95 ff. VVG erhält; das ist besonders bedeutsam hinsichtlich der Anzeigepflicht nach § 97 VVG. Ist der Versicherungsnehmer (Leasingnehmer) selbst versichert, muss er auf die Geltendmachung von Rechten im eigenen Namen verzichten (§ 45 VVG). Oftmals ist die Übergabe des Sicherungsscheines die vertragliche Voraussetzung für die Übergabe des Leasingfahrzeuges.

### Reisewesen
Bei Pauschalreisen und verbundenen Reiseleistungen heißt der Sicherungsschein Reisesicherungsschein. Anders als bei den bisherigen Sicherungsscheinen ist der Reisesicherungsschein eine Anzahlungsbürgschaft eines Kreditinstituts oder einer Versicherung, die die vom Reisenden auf den Reisepreis geleisteten Anzahlungen oder Vorauszahlungen gemäß § 651r Abs. 3 BGB, § 651t BGB für den Fall der Insolvenz des Reiseveranstalters absichert. Diese Insolvenzversicherung muss folgende Risiken abdecken:
- Rückzahlung von bereits geleisteten Anzahlungen/Vorauszahlungen sowie
- Aufwendungsersatz für den Rücktransport der Reisenden vom Urlaubsort zum geplanten Endpunkt der Reise. Die Organisation der Rückreise obliegt jedoch dem Reisenden, der Versicherer braucht keine organisatorischen Hilfestellungen geben.

Wer lediglich einzelne touristische Leistungen kauft („Bausteine“) oder Tagesreisen bucht, erhält keinen Sicherungsschein.
Reiseveranstalter, die nur gelegentlich und außerhalb einer gewerblichen Tätigkeit Reisen veranstalten, sowie Reiseveranstalter in der Rechtsform einer juristischen Person des öffentlichen Rechts sind ebenfalls nicht zur Ausstellung eines Sicherungsscheines verpflichtet.

### Eigentumsvorbehalt
Verkauft jemand ein sachversichertes Fahrzeug unter Eigentumsvorbehalt, so hat dieser Vorbehaltsverkäufer ein legitimes Interesse daran, dass im Versicherungsfall eine Ersatzleistung für die Wiederherstellung des Fahrzeugs verwendet wird und nicht dem Käufer zufließt. Die Rechtsverhältnisse entsprechen denen der Sicherungsübereignung.

## Zweck
Der Sicherungsschein hat den Zweck, dem Sicherungsnehmer das Bestehen einer Versicherung nachzuweisen sowie dem Versicherungsnehmer das Verfügungsrecht über Versicherungsentschädigungen zu entziehen und sorgt zudem auch für Mitteilungspflichten des Versicherungsnehmers gegenüber dem Sicherungsnehmer.

## Sonstiges
Der Sicherungsschein darf nicht mit dem Versicherungsschein („Police“) verwechselt werden, der eine Urkunde über einen zustande gekommenen Versicherungsvertrag darstellt.

## International
In Österreich wurde die Richtlinie (EU) 2015/2302 (Pauschalreiserichtlinie) durch die Reisebürosicherungsverordnung (RSV) umgesetzt. Danach hat gemäß § 3 Abs. 1 RSV der Veranstalter sicherzustellen, dass dem Reisenden erstattet werden die bereits entrichteten Zahlungen (Anzahlungen und Restzahlungen), soweit die Reiseleistungen gänzlich oder teilweise infolge Insolvenz des Veranstalters nicht erbracht wurden, und die notwendigen Aufwendungen für die Rückreise, die infolge Insolvenz des Veranstalters entstanden sind. Dabei darf der Veranstalter gemäß § 3 Abs. 3 RSV zwischen der Absicherung durch Versicherungsvertrag oder einer unwiderruflichen und abstrakten Bankgarantie wählen. Beide müssen ihre Absicherung auf alle Buchungen erstrecken, die während der Vertragsdauer bzw. der Nachhaftungsfrist getätigt werden und bei denen die gebuchte Reise spätestens zwölf Monate nach Ablauf der Nachhaftungsfrist endet.
In der Schweiz sind Pauschalreisen nur dann abgesichert, wenn der Reiseveranstalter dem seit 1993 bestehenden „Garantiefonds der Schweizer Reisebrache“ angeschlossen ist. Er wurde aufgrund des im Juli 1994 in Kraft getretenen Bundesgesetzes über Pauschalreisen errichtet. Gemäß Art. 18 dieses Gesetzes muss der Veranstalter oder der Vermittler für den Fall seiner Zahlungsunfähigkeit oder seines Konkurses die Erstattung bezahlter Beträge und die Rückreise des Reisenden sicherstellen. Damit sind die Kundengelder bei einem Konkurs des Anbieters vor Reiseantritt vollständig abgesichert.